# Frank Eugene
Frank Eugene Smith (19. září 1865 New York – 16. prosince 1936 Mnichov) byl americko-německý fotograf, malíř a grafik, který žil převážně v Německu. Fotografoval ve stylu impresionismu a secese. Byl portrétistou uznávaným v Evropě i v USA.

## Životopis
Roku 1884 začal studovat v New Yorku malířství, v jehož studiu pokračoval od roku 1886 v německém Mnichově. Během studií ho zaujala také fotografie. Po dokončení studií se vrátil v roce 1894 do New Yorku, kde pracoval jako scénický výtvarník a malíř portrétů. Roku 1900 odjel opět do Německa, kde se věnoval výtvarné fotografii.
Roku 1902 se podílel na založení fotografického spolku Fotosecese. Od roku 1907 vyučoval fotografii v Mnichově, v roce 1913 byl jmenován profesorem na Královské akademii grafických umění v Lipsku.

## Galerie

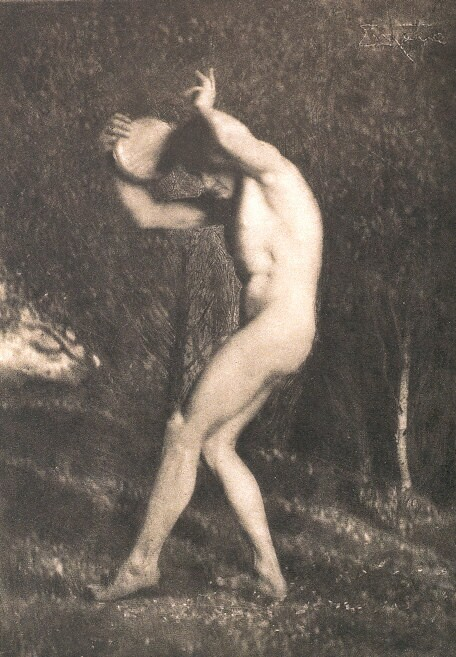
Mužský akt, 1897
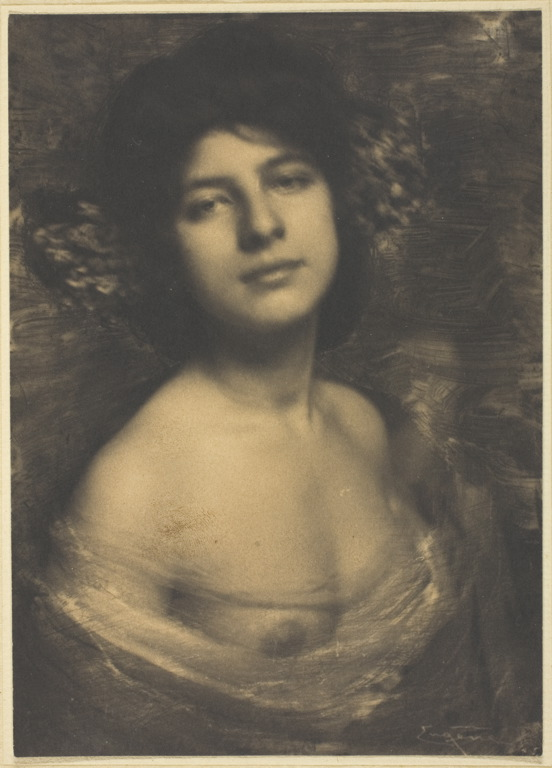
Hortensia, 1898
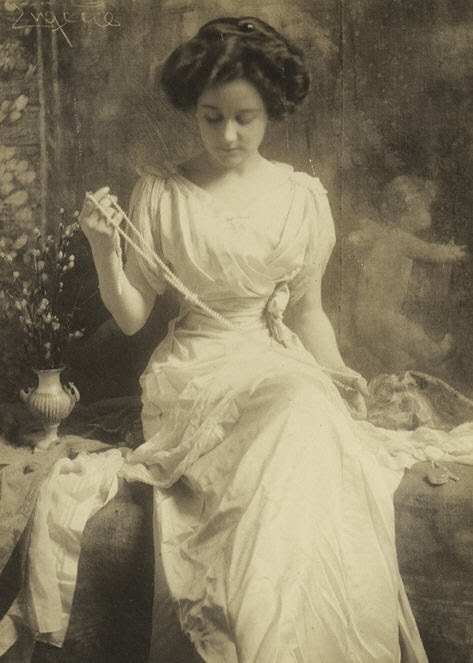
Perlový náhrdelník, asi 1900
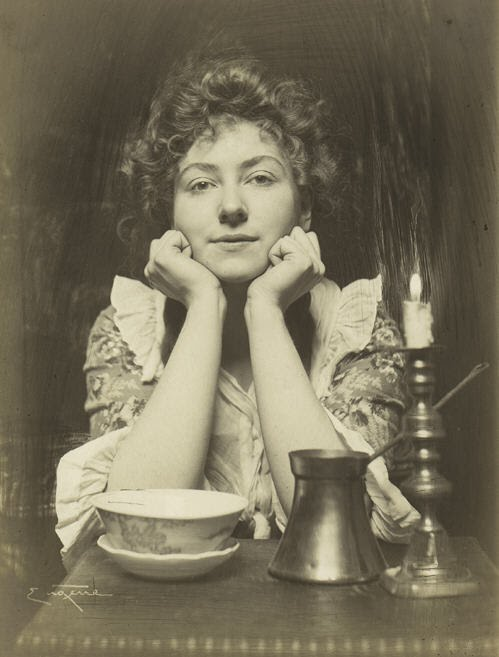
Lydia Leslie Lydie – Svícen, platinotypie, asi 1900
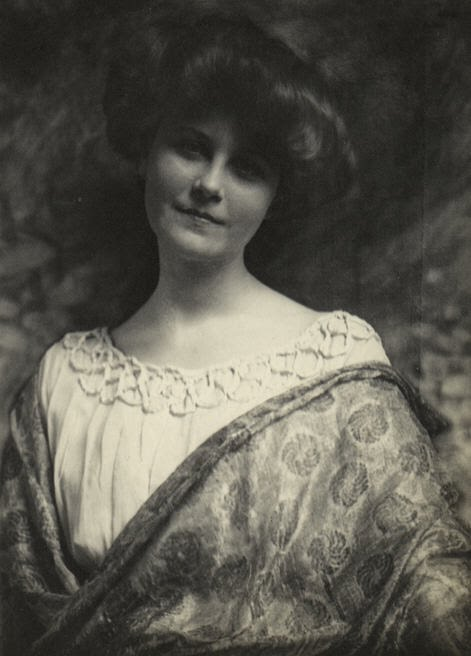
Lisa Lotte Lindström, 1900
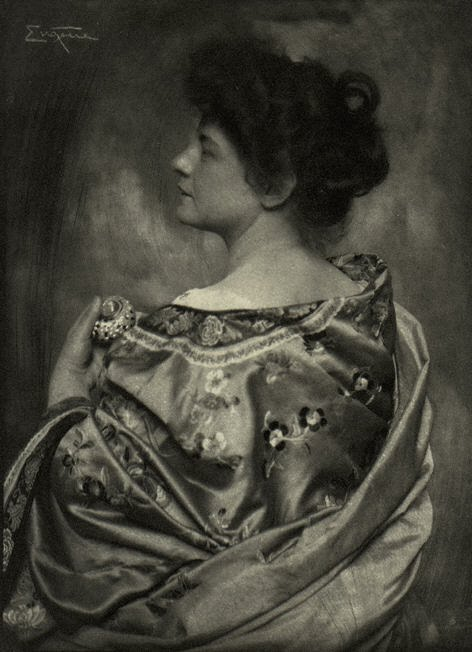
Baroness von P – Kimono, asi 1900
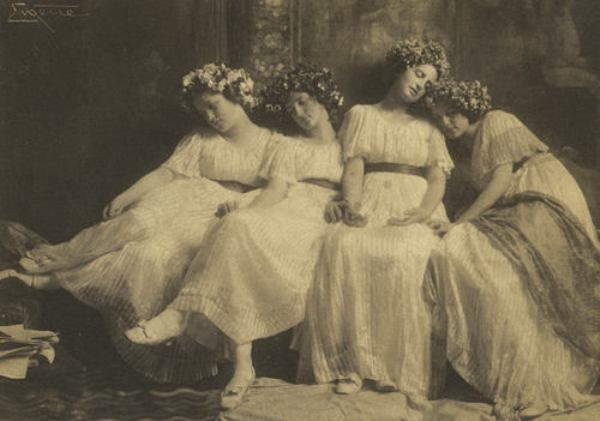
Spící panny, asi 1900
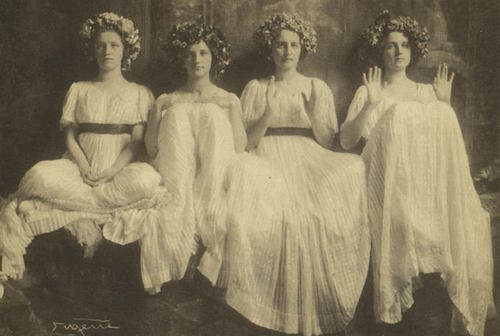
Ritual Vestalis, asi 1900
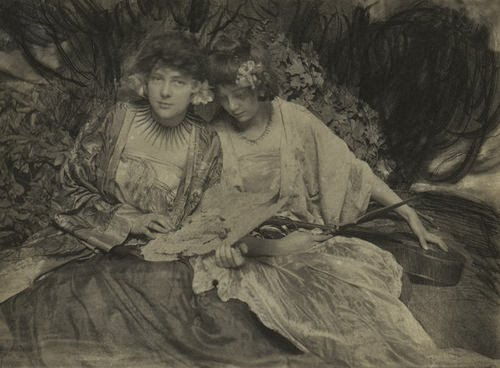
The Misses Ide in Samoa, 1908
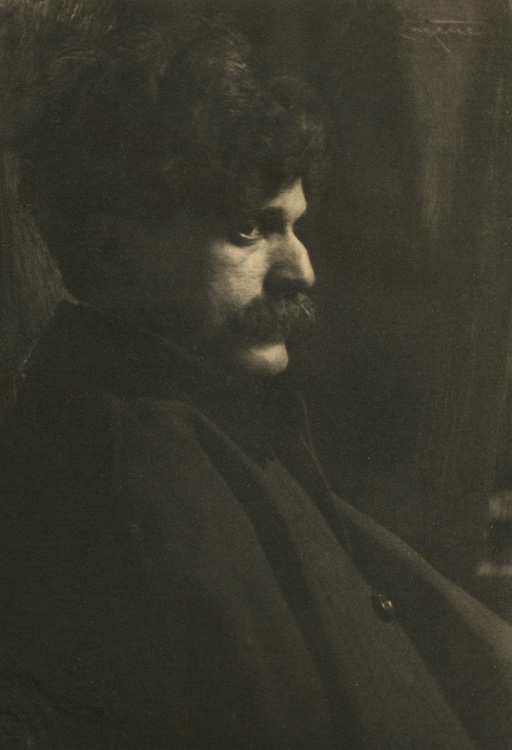
Alfred Stieglitz, 1909, publikováno v Camera Work č. 25, 1909
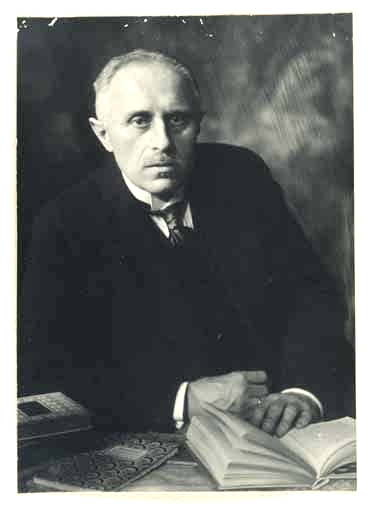
Karl Klingspor, návrhář písma a typograf
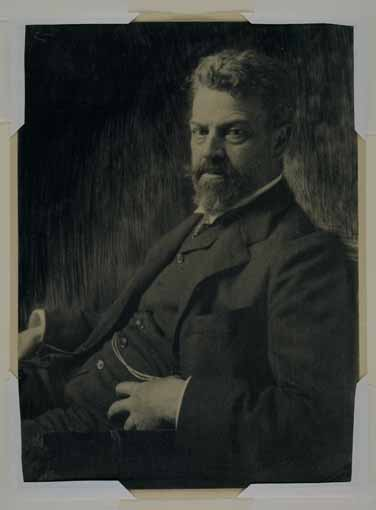
Friedrich August von Kaulbach, malíř
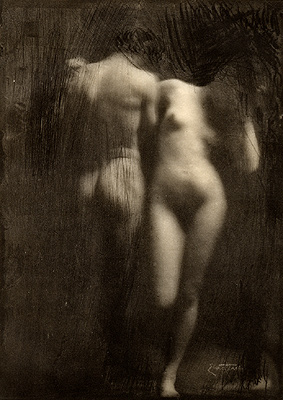
Adam a Eva, 1898, publikováno v Camera Work č. 30, 1910
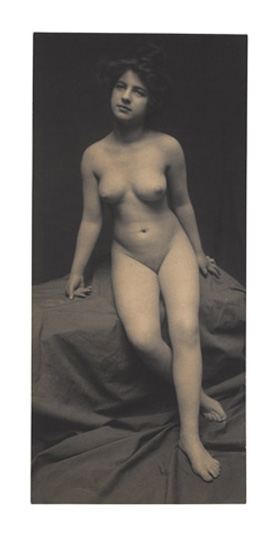
Studie aktu, asi 1908
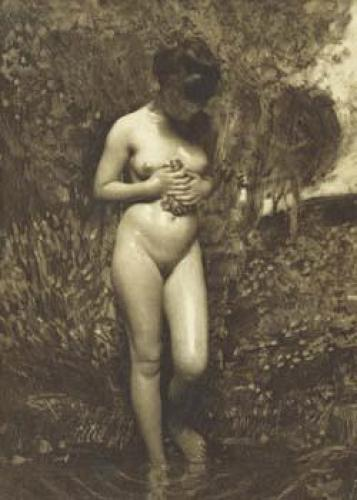
Studie aktu, asi 1908